# Lycosa quadrimaculata
Lycosa quadrimaculata är en spindelart som beskrevs av Lucas 1858. Lycosa quadrimaculata ingår i släktet Lycosa och familjen vargspindlar.
Artens utbredningsområde är Gabon. Inga underarter finns listade i Catalogue of Life.